# Acicularia
Acicularia rod zelenih alga iz porodice Dasycladaceae. Pripadaju mu dvije priznate fosilne vrste

## Vrste
1. Acicularia cornigera L.Morellet & J.Morellet †
2. Acicularia pavantina d'Archiac, 1846 †